# Конопсисы
Конопсисы (лат. Conopsis) — род змей семейства ужеобразных, обитающий в Мексике.

## Общая характеристика
Небольшие по размеру змеи, длина которых достигает 30 см. Тело стройное, голова небольшая, с закруглённой мордой. Глаза крупные. Окраска тела варьирует от светло-коричневой до тёмно-коричневой, с тёмными пятнами или полосами.

## Образ жизни
Змеи рода Conopsis обитают в различных типах лесов, а также в засушливых районах. Активны в дневное время суток. Питаются мелкими позвоночными животными, такими как ящерицы, змеи, грызуны и птицы.

## Размножение
Змеи рода Conopsis яйцекладущие. Самки откладывают от 2 до 12 яиц. Инкубационный период составляет около 60 дней.

## Виды
Включает 6 видов:
- Conopsis acuta (Cope in Ferrari-Pérez, 1886)
- Conopsis amphisticha (H.M. Smith[англ.] & Laufe, 1945)
- Conopsis biserialis (Taylor & H.M. Smith, 1942) — двухрядный конопсис
- Conopsis lineata (Kennicott in Baird, 1859) — толука Кенникотта
- Conopsis megalodon (Taylor & H.M. Smith, 1942)
- Conopsis nasus Günther, 1858 — носатый конопсис